# Renault R30
Pour les articles homonymes, voir R30.
Chronologie des modèles (2010)
Renault R29 Renault R31
La Renault R30 est la monoplace de Formule 1 engagée par l'équipe Renault F1 Team dans le championnat du monde de Formule 1 2010. La voiture a été présentée le 31 janvier 2010 sur le circuit de Valence. Elle est pilotée par le Polonais Robert Kubica et le Russe Vitaly Petrov. Les pilotes d'essais sont le Chinois Ho-Pin Tung, le Belge Jérôme d'Ambrosio et le Tchèque Jan Charouz.
Avec sa septième place au Grand Prix de Chine, Vitaly Petrov devient le premier Russe à marquer des points dans l'histoire de la Formule 1. Sa meilleure performance est une cinquième place lors du Grand Prix de Hongrie. Robert Kubica monte quant à lui trois fois sur le podium cette saison, sa meilleure performance étant une seconde place en Australie.
La R30 est utilisée par le manufacturier Pirelli pour le développement de ses pneus 2013.

## Résultats complets en championnat du monde

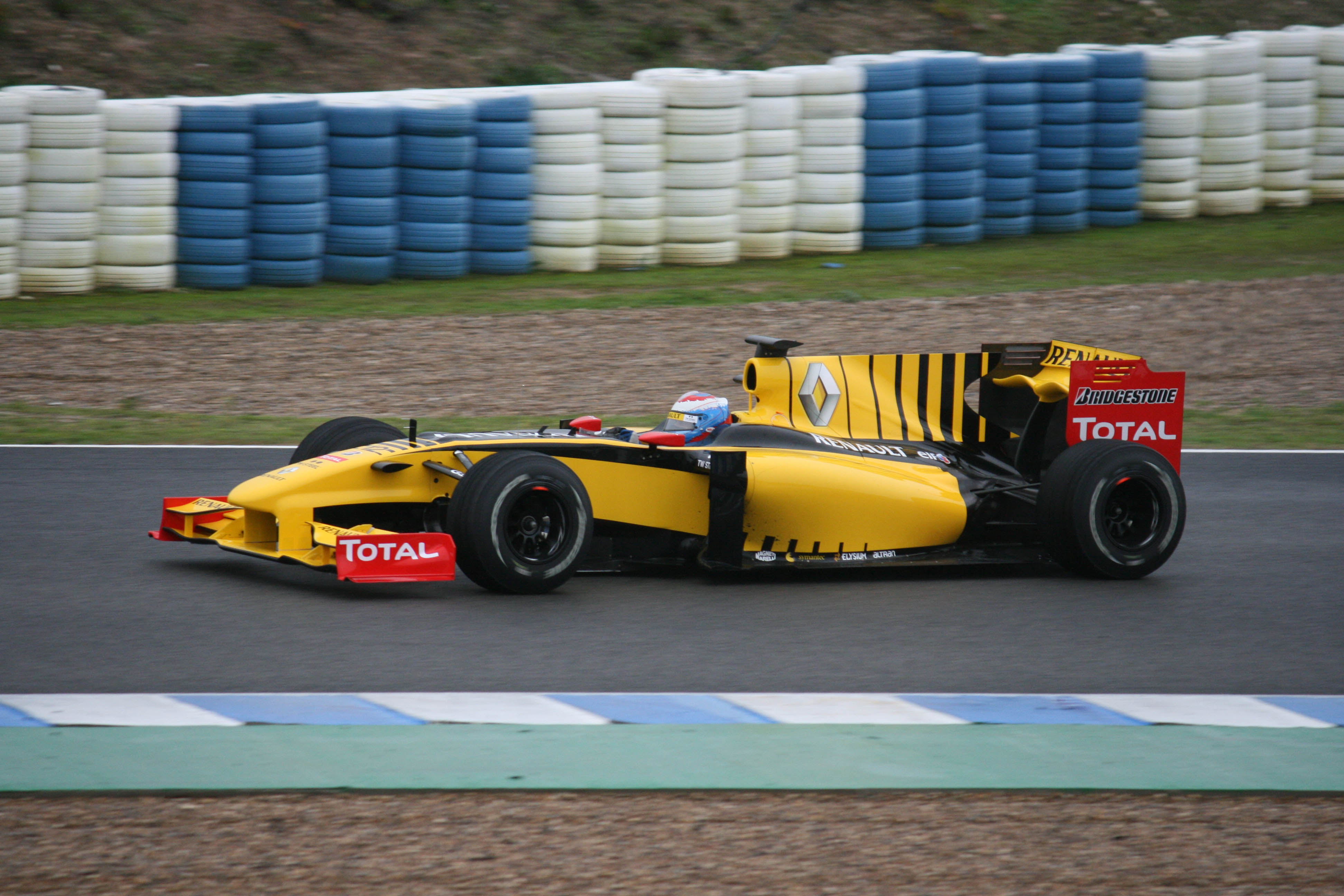
Renault R30 pilotée par Vitaly Petrov à Jerez

| 2010 | Renault F1 Team | Renault RS27 | Bridgestone |               |     |     |     |     |     |     |     |     |     |     |     |     |     |     |     |     |     |     |     |     |    |
| 2010 | Renault F1 Team | Renault RS27 | Bridgestone |               | BAH | AUS | MAL | CHN | ESP | MON | TUR | CAN | EUR | GBR | ALL | HON | BEL | ITA | SIN | JAP | COR | BRA | ABU | 163 | 5e |
| 2010 | Renault F1 Team | Renault RS27 | Bridgestone | Robert Kubica | 11e | 2e  | 4e  | 5e  | 8e  | 3e  | 6e  | 7e  | 5e  | Abd | 7e  | Abd | 3e  | 8e  | 7e  | Abd | 5e  | 9e  | 5e  | 163 | 5e |
| 2010 | Renault F1 Team | Renault RS27 | Bridgestone | Vitaly Petrov | Abd | Abd | Abd | 7e  | 11e | 13e | 15e | 17e | 14e | 13e | 10e | 5e  | 9e  | 13e | 11e | Abd | Abd | 16e | 6e  | 163 | 5e |

Légende : ici 